# Argentine aux Jeux olympiques d'été de 1984
L'équipe olympique argentine participe aux Jeux olympiques d'été de 1984 à Los Angeles. Elle n'y remporte aucune médaille. Le rameur Ricardo Ibarra est le porte-drapeau d'une délégation argentine comptant 81 sportifs (71 hommes et 10 femmes).